# Siw Öst
Ej att förväxla med sångerskan Siv Öst (1935–1976)
Siw Anna Monika Öst, under en tid gift Gustavsson, som ogift Siv Anna Monica Nilsson, född 16 november 1941 i Ovanåkers församling i Gävleborgs län, död 16 juni 1992 i Norsborg, Botkyrka församling i Stockholms län, var en svensk sångerska och orkesterledare.
Siw Öst var dotter till musikern Sigurd Nilsson och sångerskan Anna Öst samt dotterdotter till Jon-Erik Öst. Siw Öst bildade tillsammans med sina syskon Berndt, Inger och Stig gruppen Family Four 1964. Hon var också verksam som orkesterledare.

## Filmografi roller
- 1967 – Åsa-Nisse i agentform

|  |